# ERC Ingolstadt
Der ERC Ingolstadt (Eissport- und Rollschuh-Club) ist ein deutscher Eishockeyverein aus dem oberbayerischen Ingolstadt, der seit 2002 in der Deutschen Eishockey Liga spielt. Die Profimannschaft wurde nach dem Aufstieg vom 1964 gegründeten Stammverein, der heute für den Amateur-, Frauen- und Nachwuchsbereich verantwortlich ist, in eine Gesellschaft mit beschränkter Haftung ausgegliedert.
Der bislang größte Erfolg des Clubs, dessen Mannschaften ihre Heimspiele seit 2003 in der Saturn-Arena austragen, war der Gewinn der Deutschen Eishockeymeisterschaft im Jahr 2014. Außerdem gewannen die Ingolstädter 2005 den Deutschen Eishockey-Pokal. 2022 gewann die Frauenmannschaft des Stammvereins ihren ersten deutschen Meistertitel.
Die Vereinsfarben des ERC Ingolstadt sind blau und weiß.
Ebenso wie die Einwohner seiner Heimatstadt werden der ERC Ingolstadt und seine Fans auch „Schanzer“ genannt.

## Geschichte

### Die Gründung und der Durchmarsch
Nachdem im Jahre 1964 der ERC Ingolstadt gegründet worden war, begann der Verein zehn Jahre später mit dem Spielbetrieb in der Landesliga Nord im Kunsteisstadion, in der sie 1976 und 1977 die Meisterschaft gewannen. Von da an folgte ein Durchmarsch durch die Bayernliga (Meisterschaft, 3. Platz) und die Regionalliga Süd (Meisterschaft und deutscher Regionalligameister 1979) in die Oberliga Süd. Nach fünf Jahren erreichten die Ingolstädter erstmals die Aufstiegsrunde zur 2. Bundesliga. 1987 gewannen sie die Meisterschaft in der Oberliga Süd.

### Der Rückzug
1989 zogen sie sich aus finanziellen Gründen in die Landesliga Nord zurück, schafften jedoch 1990 den Aufstieg in die Bayernliga und 1991 in die Regionalliga Süd. Unter Ignaz Berndaner, seit 1994 Trainer in Ingolstadt, schaffte der Club 1995 den Aufstieg in die 2. Liga Süd, in der sie 1996 als Meister den Aufstieg in die 1. Liga Süd erreichten. Im selben Jahr fügte der Verein seinen Spitznamen Panther in den Vereinsnamen ein, er heißt seither offiziell Eissport- und Rollschuh-Club Ingolstadt (ERCI) „Panther“ e. V.
| Saisondaten 1976 bis 1996 | Saisondaten 1976 bis 1996 | Saisondaten 1976 bis 1996 | Saisondaten 1976 bis 1996 | Saisondaten 1976 bis 1996 | Saisondaten 1976 bis 1996 | Saisondaten 1976 bis 1996 | Saisondaten 1976 bis 1996 |
| Saison                    | Liga                      | Klasse                    | Gruppe                    | Platz                     | PO                        | PD                        | Endrunde                  |
| ------------------------- | ------------------------- | ------------------------- | ------------------------- | ------------------------- | ------------------------- | ------------------------- | ------------------------- |
| 1995/96                   | 2. Liga                   | I I I                     | Süd                       | Meister                   | 1. Liga                   |                           | Vizemeister ↑             |
| 1994/95                   | 2. Liga                   | I I I                     | Süd                       | 10. Platz                 |                           | X                         | 2. Platz                  |
| 1993/94                   | Regionalliga              | I V                       | Süd                       | 4. Platz                  |                           | X                         | 5. Gruppe A ↑             |
| 1992/93                   | Regionalliga              | I V                       | Süd                       | 6. Platz                  | OL                        |                           | 6. Gruppe A               |
| 1991/92                   | Regionalliga              | I V                       | Süd                       | 9. Platz                  |                           | X                         | 1. Gruppe A               |
| 1990/91                   | Bayernliga                | V                         | Gr. 2                     | Vizemeister               | X                         |                           | 3. Platz ↑                |
| 1989/90                   | Landesliga                | V I                       | Nord                      | 2. Platz                  | BLL                       |                           | 4. Platz ↑                |
| 1988/89                   | Oberliga                  | I I I                     | Süd                       | 8. Platz                  | 2. BL                     |                           | Rückzug ↓                 |
| 1987/88                   | Oberliga                  | I I I                     | Süd                       | 7. Platz                  | 2. BL                     |                           | 5. Gruppe A               |
| 1986/87                   | Oberliga                  | I I I                     | Süd                       | Meister                   | 2. BL                     |                           | 7. Gruppe B               |
| 1985/86                   | Oberliga                  | I I I                     | Süd                       | 2. Platz                  | 2. BL                     |                           | 4. Gruppe A               |
| 1984/85                   | Oberliga                  | I I I                     | Süd                       | 7. Platz                  | 2. BL                     |                           | 7. Gruppe A               |
| 1983/84                   | Oberliga                  | I I I                     | Süd                       | 9. Platz                  |                           |                           | –                         |
| 1982/83                   | Oberliga                  | I I I                     | Süd                       | 7. Platz                  |                           |                           | –                         |
| 1981/82                   | Oberliga                  | I I I                     | Süd                       | 12. Platz                 |                           |                           | –                         |
| 1980/81                   | Oberliga                  | I I I                     | Süd                       | 12. Platz                 |                           |                           | –                         |
| 1979/80                   | Oberliga                  | I I I                     | Süd                       | 7. Platz                  |                           |                           | –                         |
| 1978/79                   | Regionalliga              | I V                       | Süd                       | Meister                   | RL                        |                           | Meister ↑                 |
| 1977/78                   | Bayernliga                | V                         |                           | 3. Platz                  | X                         |                           | Direkt ↑                  |
| 1976/77                   | Landesliga                | V I                       | Nord                      | Meister                   | X                         |                           | 1. Gruppe 1 ↑             |
| 1975/76                   | Landesliga                | V I                       | Nord                      | Meister                   | X                         |                           | 4. Platz                  |

### Hacker-Pschorr-Liga
Mit dem Aufstieg in Regensburg zum Abschluss der Saison 1995/96 stieg der ERCI in die damalige zweithöchste Spielklasse im deutschen Eishockey auf. Die Gegner in dieser Liga waren Traditionsvereine wie der EC Bad Tölz, SC Riessersee oder der ES Weißwasser. In dieser von bayrischen Clubs dominierten Derby-Liga erreichte die Mannschaft unter Trainer Ignaz Berndaner in der zweiten Saison den dritten Tabellenplatz, der zum Aufstieg in die neu geschaffene Bundesliga (2. Bundesliga) berechtigte.

### Die 2. Bundesliga
Bei der Neugründung der 2. Bundesliga war Ingolstadt 1998 dabei, mit Gerd Wittmann als neuem Trainer, der noch während der Saison durch Peter Obresa ersetzt wurde. 1999 wurde Jim Boni als Trainer engagiert; er trainierte die Mannschaft bis 2003. 2000 schaffte der Club die Vizemeisterschaft der 2. Bundesliga (hinter Düsseldorf). Die Zweitliga-Meisterschaft 2001 nach dem Sieg in den Finalspielen gegen den EC Bad Tölz brachte Ingolstadt in der Saison 2001/02 die Teilnahme am IIHF Continental Cup, so dass am 25. November 2001 in Zvolen Ingolstadt im Halbfinale des Turniers stand.
In der Saison 2001/02 gelang Ingolstadt erneut die Vizemeisterschaft der 2. Bundesliga hinter dem REV Bremerhaven, wobei in Ingolstadt vor dem verlorenen Finale Meister-T-Shirts verkauft wurden. Nachdem von Seiten des REV mit einem Lizenzantrag für die DEL geliebäugelt wurde, wurde zum Stichtag der Antrag mitunter aus finanziellen Gründen wie auch aus der Ungeeignetheit der aktuellen Spielstätte des REV doch nicht eingereicht. Ingolstadt durfte als Vizemeister nach den Regeln des Kooperationsvertrags zwischen den DEB und der DEL einen Lizenzantrag ihrerseits auch einreichen. Aufgrund dieses Antrags wurde Ingolstadt von der DEL aufgenommen und damit die Lizenz erteilt.
Da die Ingolstädter GmbH, in die mit Einführung der ESBG die Profimannschaft ausgegliedert wurde, mit dem Namen ERC Ingolstadt Panther denselben Beinamen wie die Augsburger Panther hatte, musste auf den Beinamen in der DEL verzichtet werden – bei den Fans wird aber heute noch der Name verwendet.
| Saisondaten 1996 bis 2002 | Saisondaten 1996 bis 2002 | Saisondaten 1996 bis 2002 | Saisondaten 1996 bis 2002 | Saisondaten 1996 bis 2002 | Saisondaten 1996 bis 2002 | Saisondaten 1996 bis 2002 | Saisondaten 1996 bis 2002 |
| Saison                    | Liga                      | Klasse                    | Gruppe                    | Platz                     | PO                        | PD                        | Endrunde                  |
| ------------------------- | ------------------------- | ------------------------- | ------------------------- | ------------------------- | ------------------------- | ------------------------- | ------------------------- |
| 2001/02                   | 2. Bundesliga             | I I                       |                           | 1. Platz                  | X                         |                           | Vizemeister ↑             |
| 2000/01                   | 2. Bundesliga             | I I                       |                           | 1. Platz                  | X                         |                           | Meister                   |
| 1999/00                   | 2. Bundesliga             | I I                       |                           | 2. Platz                  | X                         |                           | Vizemeister               |
| 1998/99                   | Bundesliga                | I I                       |                           | 13. Platz                 |                           | X                         | 1. Gruppe A               |
| 1997/98                   | 1. Liga                   | I I                       | Süd                       | 11. Platz                 |                           |                           | Direkt ↑                  |
| 1996/97                   | 1. Liga                   | I I                       | Süd                       |                           | X                         |                           | 2. Runde                  |

Auf-/Abstieg ↑ ↓

### Etablierung in der DEL (2002–2007)

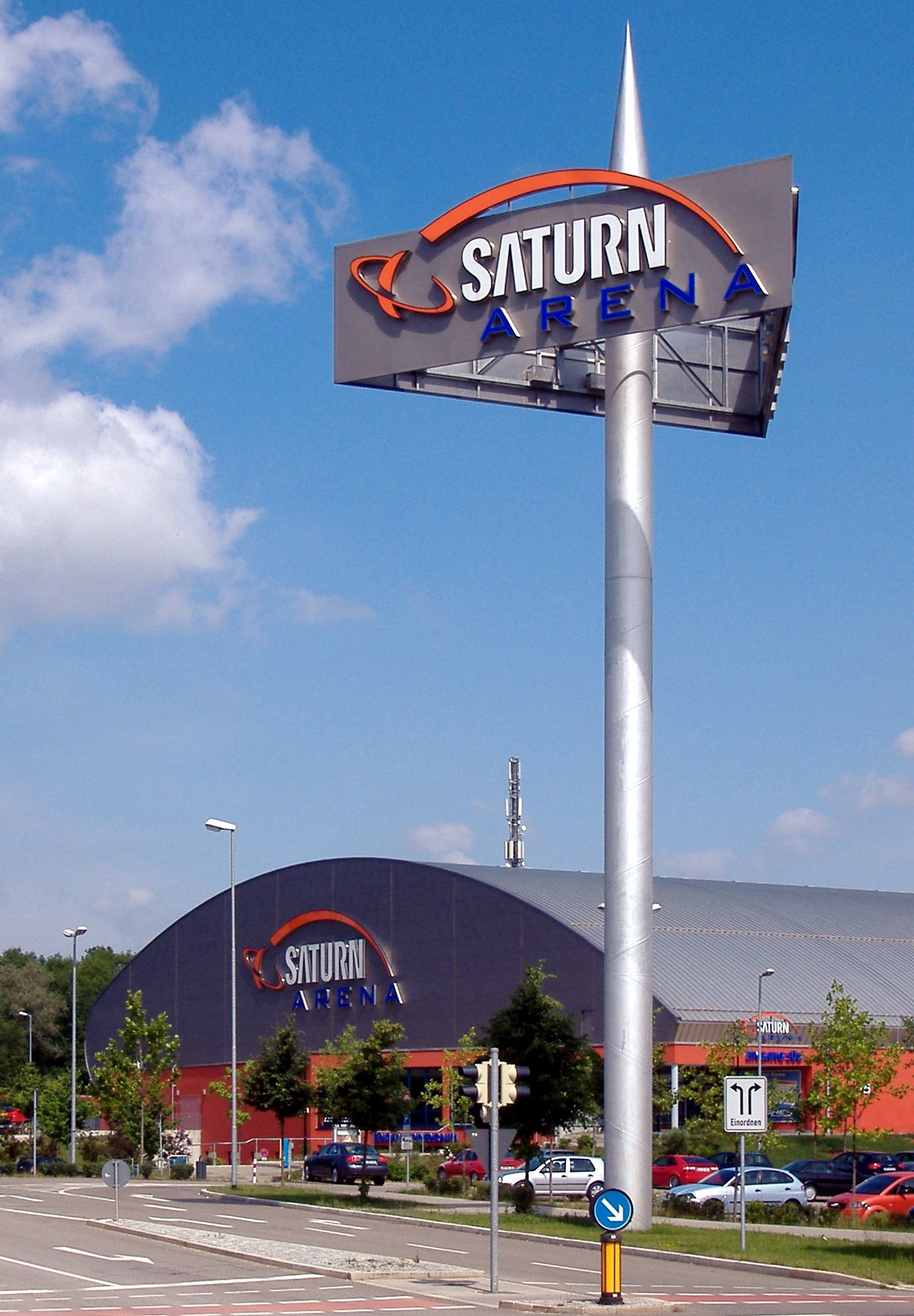
Seit 2003 die Spielstätte des ERC Ingolstadt, die Saturn Arena

Im Jahr 2002 absolvierte das Team ihr erstes Spiel in der DEL bei den Kölner Haien, zu dem mehrere hundert Fans mit einem Sonderzug anreisten. Dieses Spiel ging mit 1:2 verloren. Was folgte, war eine durchschnittliche Saison mit einem Trainerwechsel. Am 3. Januar 2003 gab der damalige Coach Jim Boni seinen Rücktritt bekannt und wurde durch Olle Öst ersetzt. Am Ende belegte der ERC Ingolstadt Rang zwölf.
Im September 2003 erfolgte ein weiterer wichtiger Schritt in der Geschichte des Eishockeysports in Ingolstadt, als der Verein in die neue Multifunktionsarena wechselte. Das erste Heimspiel verlor die Mannschaft mit 3:4 nach Penaltyschießen gegen die Kassel Huskies. Alles in allem sollte die Saison 2003/04 erfolgreicher werden als die vorhergehende. Mit einem siebten Platz in der Endabrechnung wurde die direkte Qualifikation für die Play-offs gesichert.
| Saison  | Liga | Vorrunde  | Punkte | Play-offs     |
| 2002/03 | DEL  | 12. Platz | 65     | keine         |
| 2003/04 | DEL  | 07. Platz | 92     | Halbfinale    |
| 2004/05 | DEL  | 05. Platz | 91     | Halbfinale    |
| 2005/06 | DEL  | 02. Platz | 98     | Viertelfinale |
| 2006/07 | DEL  | 04. Platz | 94     | Viertelfinale |

Dort traf das Team im Viertelfinale zunächst auf die Nürnberg Ice Tigers. Nachdem das erste Spiel der Serie mit einer 2:1-Niederlage nach Penaltyschießen geendet hatte, verlor die Mannschaft das zweite Spiel mit 2:5 aus Ingolstädter Sicht. Die Mannschaft gewann die darauffolgenden vier Spiele und entschied die Serie mit 4:2-Siegen für sich. Im Halbfinale ging es für die Mannschaft um Topscorer Doug Ast in die Hauptstadt zu den Eisbären Berlin. Schließlich verlor das Team die Serie mit 0:3-Siegen und erlitt teils deutliche Niederlagen, wie das 0:5 im dritten Spiel. Dennoch war die Vereinsführung positiv auf die Saison zu sprechen, da sie die sportlich erfolgreichste der vorhergehenden Jahre war und der durchschnittliche Zuschauerschnitt von 4294 mehr als zufriedenstellend war.

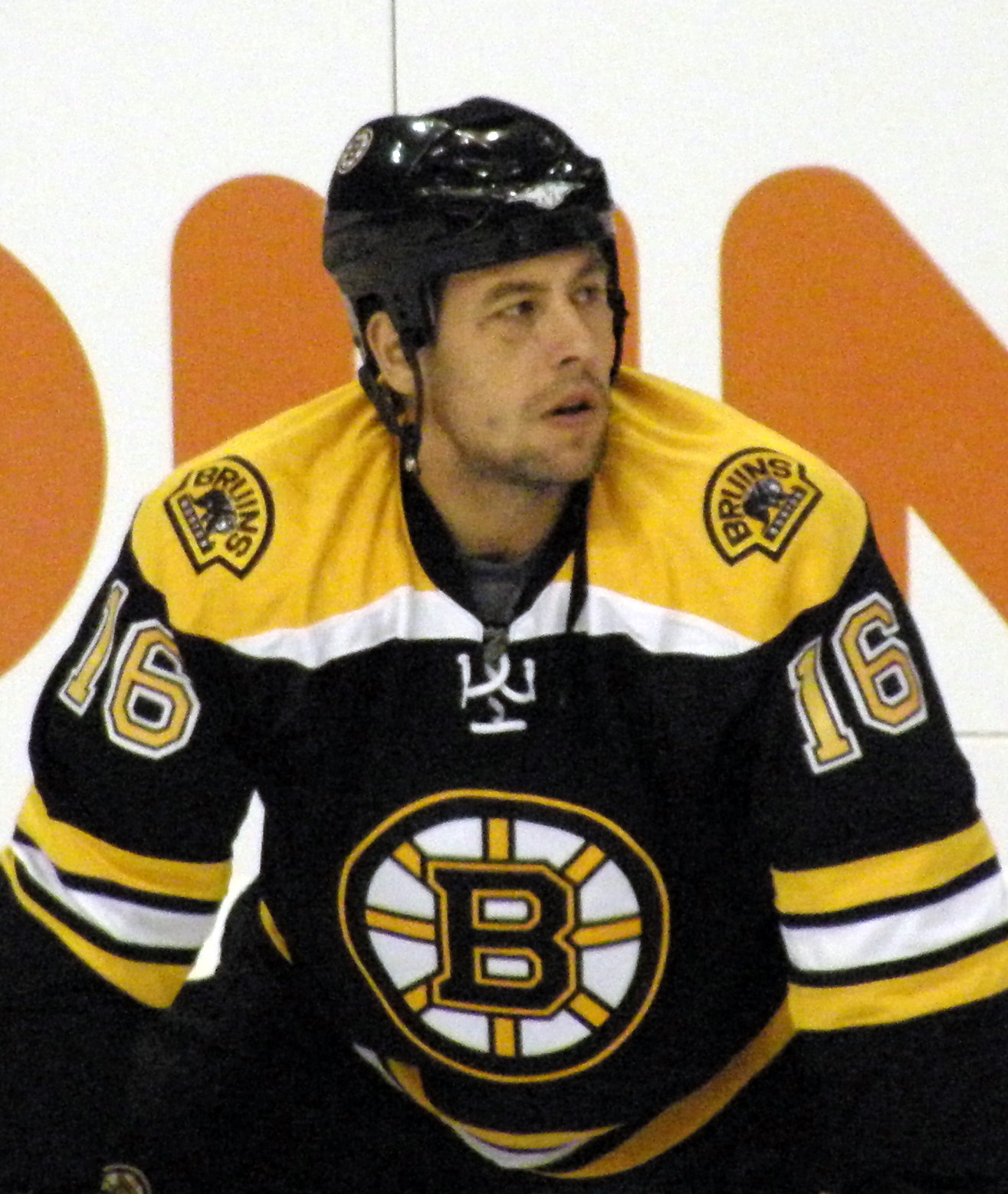
Marco Sturm spielte während der Saison 2004/05 in Ingolstadt

Die Saison 2004/05 brachte eine Hauch von NHL-Glanz in die deutschen Eishockeyarenen. Auch in Ingolstadt stand auf Grund des Lockouts in der besten Spielklasse der Welt der ein oder andere NHL-Profi unter Vertrag. Zu erwähnen ist vor allem Marco Sturm, der am Saisonende mit 45 Scorerpunkten hinter Jakub Ficenec der zweitbeste Scorer war. Weitere Stars aus der nordamerikanischen Eliteliga waren z. B. die Stürmer Andy McDonald, Jamie Langenbrunner und der Verteidiger Aaron Ward. Die hohen Erwartungen im Umfeld wurden nicht erfüllt, mit dem abschließenden fünften Platz nach der Hauptrunde, erreichte das Team das Viertelfinale der Play-offs. Dort traf die Mannschaft auf die Kölner. Die Serie entschieden die Ingolstädter mit 4:3-Siegen für sich. Im Halbfinale traf das Team auf die Eisbären Berlin. Wie in der vorhergehenden Saison unterlag der ERC Ingolstadt dem späteren Meister Berlin und verlor die Serie mit 1:3-Siegen.
In der folgenden Saison wurde die Hauptrunde erfolgreicher gestaltet als zuvor. Mit einem zweiten Platz erreichten die Bayern das Viertelfinale der Play-offs. Der ERC gewann die erste Begegnung vor eigenem Publikum mit 3:2 gegen die Hannover Scorpions. Die Scorpions setzten sich in der Best-of-Seven-Serie mit 4:3-Siegen durch.
Die Spielzeit 2006/07 stand im Zeichen eines Skandalspiels. Am 28. November 2006 kam es in der Lanxess Arena zu der größten Massenschlägerei in der deutschen Eishockeygeschichte. Beim Stand von 3:0 für die Kölner Haie attackierte der Gäste-Keeper Jimmy Waite den Kölner Stürmer Aaron Gavey. Was folgte, war eine Prügelei, die am Ende insgesamt 211 Strafminuten nach sich zog. Sieben Spieler mussten das Eis sofort verlassen. Referee des Abends war der US-amerikanische Schiedsrichter Rick Looker. Minutenlang schlugen die Spieler beider Teams aufeinander ein, bis schließlich auch bei Kölns Moritz Müller und dem Ingolstädter Christoph Melischko die Sicherungen durchbrannten. Beide Spieler mussten später am Ohr bzw. im Gesicht genäht werden. Das Spiel endete 10:0 für die Haie. Am Ende der Saison erreichte der ERC erneut die Play-offs, scheitert aber mit 2:4 Siegen an den Kölner Haien.

### Vom Mittelfeld zur Meisterschaft (2007–2014)
Ein Jahr später lief es sportlich nicht so gut für den ERC Ingolstadt. Mit dem zehnten Tabellenplatz nach der Hauptrunde qualifizierte sich das Team um Nationalspieler Yannic Seidenberg für die Pre-Play-offs. Dort verloren sie die Serie mit 1:2 gegen die Hamburg Freezers.
In der Saison 2008/09 nahm der ERC Ingolstadt zum ersten Mal in seiner Vereinsgeschichte am Spengler Cup in Davos, teil und belegten – bei nur einem Sieg gegen den HC Davos – den letzten Platz des Turniers. In der DEL spielte man eine erfolglose Saison, sodass der ERCI zum ersten Mal seit 2003 die Endrunde verpasste.
| Saison  | Liga | Vorrunde  | Punkte | Play-offs     |
| 2007/08 | DEL  | 10. Platz | 83     | Pre-Playoffs  |
| 2008/09 | DEL  | 12. Platz | 68     | keine         |
| 2009/10 | DEL  | 07. Platz | 89     | Halbfinale    |
| 2010/11 | DEL  | 06. Platz | 79     | Viertelfinale |
| 2011/12 | DEL  | 02. Platz | 93     | Halbfinale    |
| 2012/13 | DEL  | 06. Platz | 84     | Viertelfinale |
| 2013/14 | DEL  | 09. Platz | 75     | Meister       |

2009 wurde Jim Boni als neuer Sportdirektor engagiert, der die Mannschaft neu aufbaute. In der Saison 2009/10 lief es nun besser für den ERC Ingolstadt. Nach einem 7. Platz in der Hauptrunde besiegte man in den Pre-Playoffs die Kölner Haie mit 2:1 und zog dadurch ins Viertelfinale gegen die Frankfurt Lions ein, die mit 3:1 bezwungen wurden. Im Halbfinale unterlag man dem späteren deutschen Meister Hannover Scorpions mit 0:3.
In der Spielzeit 2010/11 qualifizierte sich der ERC als Tabellensechster erstmals seit fünf Jahren wieder direkt für das Viertelfinale, verlor dort aber gegen den späteren Meister, die Eisbären Berlin, mit 1:3. Die Hauptrunde der Saison 2011/12 beendete der ERC auf dem zweiten Platz und besiegte im Viertelfinale die Düsseldorfer EG mit 4:1. Das folgende Halbfinale gegen die Adler Mannheim ging allerdings mit 3:1 an die Kurpfälzer. 2012/13 nahmen die Ingolstädter erstmals am internationalen Wettbewerb der European Trophy teil und belegten in der West Division, die aus acht Mannschaften bestand, den vierten Platz, verpassten dadurch aber die Endrunde. In der DEL erreichte der Club mit Platz 6 erneut ohne Umwege das Viertelfinale, scheiterte aber an den Krefeld Pinguinen mit 2:4.
Auch 2013/14 spielte der ERC Ingolstadt in der European Trophy und belegte in derselben Gruppe wie im Vorjahr den sechsten Rang. In der DEL verpasste es der Verein zunächst aber, an die guten Leistungen der Vorjahre anzuknüpfen und belegte nur den 9. Rang nach der Hauptrunde, weshalb man in den Pre-Playoffs gegen die Eisbären Berlin antreten musste. Diese wurden mit 2:1 besiegt, wodurch es im Viertelfinale zur Neuauflage des Vorjahresduells mit den Krefeld Pinguinen kam. Der Hauptrundenzweite wurde diesmal mit 4:1 besiegt, sodass man nach zwei Jahren wieder im Halbfinale stand. Dort trafen die Ingolstädter mit den Hamburg Freezers auf den Gewinner der regulären Saison, doch auch die Hansestädter wurden mit 4:2 ausgeschaltet – dies hatte den erstmaligen Finaleinzug in der Vereinsgeschichte zur Folge. Im Finale wartete mit den Kölner Haien der letztjährige Vizemeister, welcher im alles entscheidenden 7. Spiel auswärts mit 2:0 bezwungen wurde, wodurch die Serie mit 4:3 an den ERC Ingolstadt ging. Dadurch gewannen die Panther zum ersten Mal überhaupt die Deutsche Eishockeymeisterschaft und feierten damit den größten Erfolg der 50-jährigen Vereinsgeschichte.

### Ab 2014: Nach dem Titel gleich noch mal ins Finale
Unmittelbar vor dem Titelgewinn war Jim Boni als Sportdirektor ausgeschieden. Nach dem Titelgewinn kam es auch zwischen Meistertrainer Niklas Sundblad und dem ERC zu keiner Einigung über einen neuen Vertrag. 2014/15 führte Sundblads Nachfolger Larry Huras die Mannschaft in die Finalserie, die 2:4 gegen Mannheim verloren wurde. Huras verließ den ERC kurz darauf. In der Saison 2015/16 verpasste Ingolstadt die Teilnahme an den Playoffs, in der Qualifikation scheiterte man an Straubing.
| Saison  | Liga | Vorrunde  | Punkte | Play-offs     |
| 2014/15 | DEL  | 03. Platz | 94     | Vizemeister   |
| 2015/16 | DEL  | 08. Platz | 76     | Pre-Playoffs  |
| 2016/17 | DEL  | 07. Platz | 76     | Pre-Playoffs  |
| 2017/18 | DEL  | 04. Platz | 79     | Viertelfinale |
| 2018/19 | DEL  | 05. Platz | 86     | Viertelfinale |
| 2019/20 | DEL  | 07. Platz | 81     | –             |
| 2020/21 | DEL  | 03. Süd   | 59     | Halbfinale    |
| 2021/22 | DEL  | 07. Platz | 83     | Pre-PO        |
| 2022/23 | DEL  | 02. Platz | 103    | Vizemeister   |
| 2023/24 | DEL  | 09. Platz | 73     | Viertelfinale |
| 2024/25 | DEL  | 01. Platz | 113    | Halbfinale    |

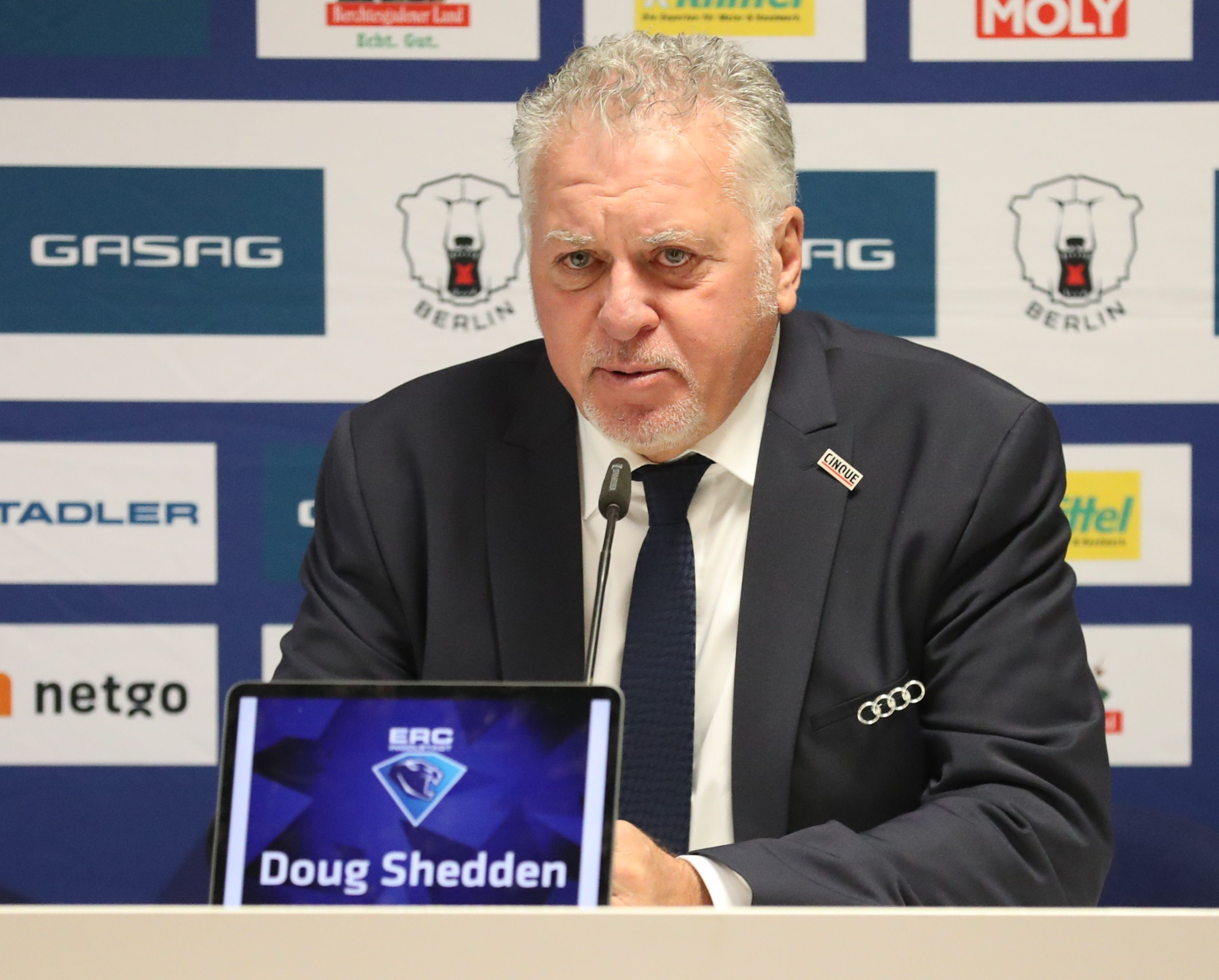
Doug Shedden

In der Saison 2016/17 verlor der ERC in der Endrundenqualifikation gegen Liganeuling Bremerhaven mit 0:2 Spielen. Kurz nach dem Saisonende im März 2017 wurde Sportdirektor Jiří Ehrenberger entlassen, in dessen Amtszeit auch der Meistertitel 2014 und der erneute Finaleinzug 2015 gefallen waren. Zudem gab Ingolstadt zahlreiche Spielerabgänge sowie Änderungen im Trainerstab bekannt. Ende März 2017 wurde der vormalige Straubinger Trainer Larry Mitchell als neuer Sportdirektor eingesetzt. Im November 2017 entließ der ERC den schwedischen Cheftrainer Tommy Samuelsson, der den Posten seit Sommer 2016 bekleidet hatte. Samuelsson wurden sieben Niederlagen in Folge zum Verhängnis. Am 22. Dezember 2017 übernahm der Kanadier Doug Shedden das Traineramt, in der Übergangsphase hatte Sportdirektor Mitchell die Mannschaft betreut. Shedden führte den ERC in die Playoffs, wo man im Frühjahr 2018 im Viertelfinale gegen Mannheim mit 1:4-Siegen ausschied.

### Erfolge
| - Deutscher Meister 2014 - Deutscher Meister (Frauen) 2022 - Deutscher Vizemeister 2015, 2023 - Deutscher Pokalsieger 2005 - Deutscher Pokalsieger (Frauen) 2023 - Aufstieg in die „DEL“ 2002 - Deutscher Zweitliga-Meister 2001 - Deutscher Zweitligameister (Frauen) 2012 - Deutscher Zweitliga-Vizemeister 2000, 2002 - Aufstieg in die 2. Bundesliga 1998 - Aufstieg in die 1. Eishockey-Liga 1996 - Süddeutscher Oberliga-Meister 1987 | - Vizemeister Oberliga Süd 1985 - Aufstieg in die Oberliga 1979 - Vizemeister 2. Eishockeyliga 1996 - Meister 2. Eishockey-Liga Süd 1996 - Aufstieg in die 2. Eishockey-Liga 1994 - Deutscher Regionalliga-Meister 1979 - Aufstieg in die Regionalliga 1978, 1991 - Vizemeister Bayernliga Gruppe B 1991 - Aufstieg in die Bayernliga 1977, 1990 - Meister Bayerische Landesliga Nord 1976, 1977 - „ERC-1b“ Meister BBzL-Nord 2004, 2009, 2013, 2017 |  |

### Zuschauer
Der aktuelle Zuschauerschnitt aus der Saison 2024/25 (inkl. Playoffs) liegt bei durchschnittlich 4.364 Zuschauern pro Partie.
| Saison  | Liga    | Zuschauer Ø |
| ------- | ------- | ----------- |
| 1996/97 | 1. Liga | 2.002       |
| 1997/98 | 1. Liga | 1.887       |
| 1998/99 | BL      | 1.297       |
| 1999/00 | 2. BL   | 2.007       |
| 2000/01 | 2. BL   | 1.897       |
| 2001/02 | 2. BL   | 1.669       |
| 2002/03 | DEL     | 2.920       |
| 2003/04 | DEL     | 4.009       |
| 2004/05 | DEL     | 4.234       |
| 2005/06 | DEL     | 4.139       |
| 2006/07 | DEL     | 4.119       |
| 2007/08 | DEL     | 3.590       |
| 2008/09 | DEL     | 3.346       |
| 2009/10 | DEL     | 3.759       |
| 2010/11 | DEL     | 3.780       |
| 2011/12 | DEL     | 3.944       |
| 2012/13 | DEL     | 3.742       |
| 2013/14 | DEL     | 3.844       |
| 2014/15 | DEL     | 4.091       |
| 2015/16 | DEL     | 4.065       |
| 2016/17 | DEL     | 3.750       |
| 2017/18 | DEL     | 3.787       |
| 2018/19 | DEL     | 3.976       |
| 2019/20 | DEL     | 4.039       |
| 2020/21 | DEL     | –           |
| 2021/22 | DEL     | 2.165       |
| 2022/23 | DEL     | 3.673       |
| 2023/24 | DEL     | 4.195       |
| 2024/25 | DEL     | 4.364       |

Quelle: eishockey-online.com; eishockey-statistiken.de; eishockey.info

## Mannschaft

### Kader der Saison 2024/25
Stand: 29. Juli 2025
| Nr. | Nat.               | Spieler           | Pos. | Geburtsdatum       | im Team seit | Geburtsort                               |
| --- | ------------------ | ----------------- | ---- | ------------------ | ------------ | ---------------------------------------- |
| 36  | Kanada             | Brett Brochu      | G    | 9. September 2002  | 2025         | Belle River, Ontario, Kanada             |
| 1   | Deutschland        | Nico Pertuch      | G    | 29. Juli 2005      | 2023         | Landshut, Deutschland                    |
| 31  |                    | Devin Williams    | G    | 30. Oktober 1995   | 2023         | Saginaw, Michigan, USA                   |
| 75  | Kanada             | Alex Breton       | D    | 5. Juli 1997       | 2024         | Sainte-Marie, Québec, Kanada             |
| 4   | Kanada             | Morgan Ellis      | D    | 30. April 1992     | 2024         | Summerside, Prince Edward Island, Kanada |
| 25  | Deutschland        | Leon Hüttl        | D    | 21. September 2000 | 2021         | Bad Tölz, Deutschland                    |
| 7   | Kanada             | Chris Jandric     | D    | 3. Oktober 1998    | 2025         | Prince George, British Columbia, Kanada  |
| 95  | Deutschland        | Philipp Preto     | D    | 2. April 2001      | 2024         | Speyer, Deutschland                      |
| 2   |                    | Sam Ruopp         | D    | 3. Juni 1996       | 2024         | Regina, Saskatchewan, Kanada             |
| 50  |                    | Peter Spornberger | D    | 6. Januar 1999     | 2025         | Bozen, Italien                           |
| 55  | Deutschland        | Edwin Tropmann    | D    | 5. Oktober 2005    | 2019         | Lippstadt, Deutschland                   |
| 98  | Kanada             | Peter Abbandonato | C    | 25. März 1998      | 2025         | Laval, Québec, Kanada                    |
| 11  | Vereinigte Staaten | Kenny Agostino    | LW   | 30. April 1992     | 2024         | Morristown, New Jersey, USA              |
| 37  |                    | Riley Barber      | RW   | 7. Februar 1994    | 2025         | Pittsburgh, Pennsylvania, USA            |
| 17  |                    | Abbott Girduckis  | C    | 28. Juni 1995      | 2024         | Belleville, Ontario, Kanada              |
| 85  | Deutschland        | Luca Hauf         | RW   | 11. Januar 2004    | 2024         | Krefeld, Deutschland                     |
| 89  | Kanada             | Austen Keating    | C    | 7. März 1999       | 2024         | Guelph, Ontario, Kanada                  |
| 83  |                    | Samir Kharboutli  | F    | 18. Juni 1999      | 2025         | Chomutov, Tschechien                     |
| 16  | Deutschland        | Johannes Krauß    | F    | 5. November 2002   | 2024         | Kaufbeuren, Deutschland                  |
| 8   | Deutschland        | Philipp Krauß     | F    | 7. März 2001       | 2022         | Kaufbeuren, Deutschland                  |
| 86  | Deutschland        | Daniel Pietta – A | C    | 9. Dezember 1986   | 2020         | Krefeld, Deutschland                     |
| 9   | Kanada             | Myles Powell      | LW   | 24. Juli 1994      | 2024         | Comox, British Columbia, Kanada          |
| 44  |                    | Nicolas Schindler | F    | 28. Dezember 2004  | 2025         | Pilsen, Tschechien                       |
| 92  | Deutschland        | Daniel Schmölz    | LW   | 25. Januar 1992    | 2024         | Füssen, Deutschland                      |
| 91  | Kanada             | Riley Sheen       | LW   | 21. Dezember 1994  | 2024         | Edmonton, Alberta, Kanada                |
| 23  | Kanada             | Jakin Smallwood   | RW   | 21. Januar 2001    | 2025         | Leduc, Alberta, Kanada                   |

Sportlicher Stab
| Tätigkeit       |                                       | Name           | Geburtsdatum    | Im Team seit | Geburtsort                                    |
| Trainer         | Kanada                                | Mark French    | 26. Mai 1971    | 2022         | Milton, Ontario, Kanada                       |
| Co-Trainer      | Kanada                                | Brad Tapper    | 28. April 1978  | 2022         | Scarborough, Ontario, Kanada                  |
| Athletiktrainer | Deutschland                           | Maritta Becker | 11. März 1981   | 2014         | Heilbronn, Deutschland                        |
| Sportdirektor   | Flag of the United States and Germany | Tim Regan      | 6. Februar 1974 | 2018         | Dorchester, Massachusetts, Vereinigte Staaten |

### Bedeutende frühere Mannschaften

#### Zweitligameister 2001
| Position      | Name |
| Tor:          | Mario Brunetta, Fabian Dahlem |
| Verteidigung: | Rod Aldoff, Petr Bares, Alexander Genze, Marco Heinrichs, Stefan Mayer, Jürgen Simon, Ladislav Strompf, Christian Völk                                                                                      |
| Sturm:        | Agostino Casale, Glen Goodall, Samuel Groleau, Wolfgang Kummer, Alexander Leinsle, Michael Pohl, Rochus Schneider, Marco Thommes, Roland Timoschuk, Patrick Vozar, Markus Welz, Clayton Young, Sven Zywitza |
| Trainer:      | Jim Boni |

#### Pokalsieger 2005
| Position      | Name |
| Tor:          | Dennis Hipke, Steffen Karg, Sebastian Vogl, Jochen Vollmer, Jimmy Waite |
| Verteidigung: | Chris Armstrong, Peter Baumgartner, Jakub Ficenec, Justin Harney, Daniel Hilpert, Christoph Melischko, Ken Sutton, Philip Von Stefenelli, Aaron Ward                                                                |
| Sturm:        | Doug Ast, Brad Burym, Craig Ferguson, Glen Goodall, Mike Harder, Martin Jiranek, Jamie Langenbrunner, Cameron Mann, Andy McDonald, Nikolaus Mondt, Günter Oswald, Aleksander Polaczek, Markus Schröder, Marco Sturm |
| Trainer:      | Ron Kennedy |

#### Deutscher Meister 2014
| Position     | Name |
| Torhüter:    | Markus Janka, Timo Pielmeier |
| Verteidiger: | Tim Conboy, Derek Dinger, Jakub Ficenec, Tim Hambly, Patrick Köppchen, Michel Périard, Benedikt Schopper |
| Angreifer:   | Björn Barta, Jean-François Boucher, Tyler Bouck, Greg Classen, Christoph Gawlik, Thomas Greilinger, Patrick Hager, Derek Hahn, Žiga Jeglič, John Laliberté, Alexander Oblinger, Eddy Rinke-Leitans, Jared Ross, Robert Sabolič, Travis Turnbull |
| Trainerstab: | Niklas Sundblad, Petri Liimatainen, Jonas Forsberg |

#### Deutscher Meister (Frauen) 2022
| Position     | Name |
| Torhüter:    | Lisa Geml, Stefanie Gschwendner, Dominique Quint, Julia Huber |
| Verteidiger: | Nadine Königer, Regina Egert, Sorsha Sabus, Tanja Eisenschmid, Lena Düsterhöft, Franziska Brendel, Carina Pielmeier, Jessica Hammerl, Ann-Kathrin Voog                          |
| Angreifer:   | Celina Haider, Nicola Eisenschmid, Eva Byszio, Bernadette Karpf, Lucy Klein, Vivien Wallner, Theresa Wagner, Marie Delarbre, Jule Schiefer, Elisa Matschke, Tamara Lan Yee Chiu |
| Trainer:     | Christian Sohlmann |

## Spieler

### Gesperrte Trikotnummern
Bislang wurden vier Trikotnummern der Panther gesperrt.
(Teamzugehörigkeit und Position in Klammern)
- Glen Goodall
#96 (1999–2010, Sturm)

Der langjährige Kapitän des ERC, Glenn Goodall, trug die Rückennummer 96.
- Doug Ast
#18 (2003–2009, Sturm)

Mit der Trikotnummer 18 erzielte Doug Ast als erster 100 Tore für die Panther in der DEL.
- Jimmy Waite
#29 (2003–2009, Tor)

Jimmy Waite stand mit der Nummer 29 im Tor des ERC. Er wurde wegen seiner vielen Shutouts The Wall genannt.
- Jakub Ficenec
#38 (2003–2014, Verteidigung)

Jakub Ficenec, von den Fans aufgrund seines harten Schusses auch Bum Bum genannt, trug die Rückennummer 38. Er ist der einzige Spieler, der mit dem ERC Ingolstadt Pokalsieger und Meister wurde.

### Mitglieder der Hockey Hall of Fame Deutschland
In die „Hall of Fame“ des deutschen Eishockeymuseums werden Persönlichkeiten aufgenommen, die sich um den Eishockeysport in Deutschland verdient gemacht haben. Der einzige Ausgezeichnete, der während seiner Karriere auch beim ERC Ingolstadt wirkte, ist Ignaz Berndaner, der von 1994 bis 1998 beim ERC als Trainer tätig war. Als Nationalspieler nahm der Verteidiger an neun Weltmeisterschaften und zwei Olympischen Spielen teil, bei denen er 1976 mit der Nationalmannschaft die Bronzemedaille gewinnen konnte. Auf nationaler Ebene spielte Berndaner für den SC Riessersee, mit dem er 1980 die Deutsche Meisterschaft gewann, sowie für den EC Hedos München, wo er seine Karriere nach der Saison 1991/92 beendete.

### Vereinsinterne Rekorde
| Rekordspieler | Rekordspieler     | Rekordspieler |
| Platz         | Spieler           | Spiele        |
| ------------- | ----------------- | ------------- |
| 1.            | Jakub Ficenec     | 570           |
| 2.            | Thomas Greilinger | 471           |
| 3.            | Glenn Goodall     | 426           |
| 4.            | Björn Barta       | 371           |
| 5.            | Michael Waginger  | 328           |

| Top-Vorlagengeber | Top-Vorlagengeber | Top-Vorlagengeber |
| Platz             | Spieler           | Vorlagen          |
| ----------------- | ----------------- | ----------------- |
| 1.                | Jakub Ficenec     | 267               |
| 2.                | Thomas Greilinger | 229               |
| 2.                | Derek Hahn        | 148               |
| 4.                | Jared Ross        | 141               |
| 5.                | Glen Goodall      | 136               |

| Top-Scorer | Top-Scorer        | Top-Scorer    |
| Platz      | Spieler           | Punkte (T/A)  |
| ---------- | ----------------- | ------------- |
| 1.         | Thomas Greilinger | 415 (186/229) |
| 2.         | Jakub Ficenec     | 386 (119/267) |
| 3.         | Derek Hahn        | 222 (74/148)  |
| 4.         | Doug Ast          | 217 (100/117) |
| 5.         | Jared Ross        | 216 (75/141)  |

| Strafminuten | Strafminuten      | Strafminuten |
| Platz        | Spieler           | Minuten      |
| ------------ | ----------------- | ------------ |
| 1.           | Jakub Ficenec     | 698          |
| 2.           | Glen Goodall      | 495          |
| 3.           | Ken Sutton        | 416          |
| 4.           | Yannic Seidenberg | 366          |
| 5.           | Jason Holland     | 359          |

| Top-Torschützen | Top-Torschützen   | Top-Torschützen |
| Platz           | Spieler           | Tore            |
| --------------- | ----------------- | --------------- |
| 1.              | Thomas Greilinger | 186             |
| 2.              | Jakub Ficenec     | 119             |
| 3.              | John Laliberté    | 107             |
| 4.              | Doug Ast          | 100             |
| 5.              | Joe Motzko        | 82              |

(alle Statistiken befinden sich auf dem Stand zum Ende der Saison 2016/17)

### Bilanz in der DEL
Abkürzungen: Sp = Spiele, S = Siege, N = Niederlagen, HeiSp = Heimspiele, AuSp = Auswärtsspiele
| Gegner       | Sp | S  | N  | Tore     | HeiSp. | S  | N  | Tore    | AuSp. | S  | N  | Tore    |
| ------------ | -- | -- | -- | -------- | ------ | -- | -- | ------- | ----- | -- | -- | ------- |
| Augsburg     | 68 | 40 | 28 | 238:205  | 34     | 22 | 12 | 129:106 | 34    | 18 | 16 | 109:104 |
| Berlin       | 80 | 31 | 49 | 221:244  | 39     | 17 | 22 | 121:112 | 41    | 14 | 27 | 104:139 |
| Düsseldorf   | 78 | 48 | 30 | 255:209  | 40     | 28 | 12 | 135:93  | 38    | 20 | 18 | 120:116 |
| Hamburg      | 65 | 36 | 29 | 203:171  | 32     | 23 | 9  | 117:75  | 33    | 13 | 20 | 86:96   |
| Iserlohn     | 75 | 45 | 30 | 240:209  | 38     | 29 | 9  | 138:88  | 37    | 16 | 21 | 102:121 |
| Köln         | 98 | 49 | 49 | 288:301  | 48     | 25 | 23 | 155:150 | 50    | 24 | 26 | 133:151 |
| Krefeld      | 79 | 47 | 32 | 232:215  | 39     | 27 | 12 | 133:98  | 40    | 20 | 20 | 99:117  |
| Mannheim     | 81 | 28 | 53 | 195:260  | 41     | 16 | 25 | 108:135 | 40    | 12 | 28 | 87:125  |
| München      | 36 | 15 | 21 | 098:1110 | 18     | 8  | 10 | 052:60  | 18    | 7  | 11 | 46:51   |
| Nürnberg     | 74 | 37 | 37 | 201:207  | 37     | 21 | 16 | 115:98  | 37    | 16 | 21 | 86:109  |
| Schwenningen | 28 | 19 | 9  | 0103:680 | 14     | 13 | 1  | 069:29  | 14    | 6  | 8  | 34:39   |
| Straubing    | 54 | 32 | 22 | 173:146  | 27     | 18 | 9  | 096:70  | 27    | 14 | 13 | 77:76   |
| Wolfsburg    | 52 | 25 | 27 | 154:163  | 26     | 13 | 13 | 073:72  | 26    | 12 | 14 | 81:91   |
| Freiburg     | 4  | 3  | 1  | 011:08   | 2      | 2  | 0  | 06:03   | 2     | 1  | 1  | 05:05   |
| Frankfurt    | 34 | 21 | 13 | 109:096  | 17     | 15 | 2  | 071:38  | 17    | 6  | 11 | 38:58   |
| Duisburg     | 16 | 9  | 7  | 059:043  | 8      | 6  | 2  | 035:19  | 8     | 3  | 5  | 24:24   |
| Hannover     | 54 | 28 | 26 | 148:142  | 27     | 18 | 9  | 085:59  | 27    | 10 | 17 | 63:83   |
| Kassel       | 22 | 12 | 10 | 064:051  | 11     | 9  | 2  | 038:23  | 11    | 3  | 8  | 26:28   |
| Bremerhaven  | 14 | 5  | 9  | 040:430  | 7      | 1  | 6  | 012:22  | 7     | 4  | 3  | 28:21   |

(alle Statistiken befinden sich auf dem Stand zum Ende der Saison 2018/19)

### Weitere bedeutende (ehemalige) Spieler
(Teamzugehörigkeit und Position in Klammern)
- Doug Ast
(2003–2009, Sturm)

Ast wechselte im Jahr 2003 von den Iserlohn Roosters zum ERC Ingolstadt, bei dem er genau 100 Tore in 6 Jahren erzielte. Nach seinem Studium spielte er zunächst für verschiedene NHL-Farmteams in AHL und IHL.
- François Bouchard
(2002–2003, Verteidigung)

Bouchard war Mitglied der kanadischen Nationalmannschaft bei der Weltmeisterschaft 2000, mit der er den vierten Platz erreichte und wurde zudem 2001 Schwedischer Meister mit Djurgårdens IF. Außerdem gewann der Kanadier mit den Frankfurt Lions 2004 und den Adler Mannheim 2008 die Deutsche Meisterschaft.
- Jakub Ficenec
(2003–2014, Verteidigung)

Der gebürtige Tscheche ist Rekordspieler und der beste Scorer in der Geschichte des ERC Ingolstadt. Zuvor war Ficenec unter anderem für den Renommierklub HC Slavia Prag in der tschechischen Extraliga sowie die Ligakonkurrenten Augsburger Panther und DEG Metro Stars aktiv.
- Thomas Greilinger
(2008–2019, Sturm)

Thomas Greilinger spielte elf Saisons für die Panther. Er erzielte in der DEL die meisten Tore für den ERC, vor allem mit seinem ligaweit gefürchteten Handgelenkschuss. 2014 wurde er mit dem ERC Deutscher Meister.
- Jason Holland
(2005–2009, Verteidigung)

Holland spielte in der National Hockey League unter anderem für die New York Islanders sowie die Los Angeles Kings und wechselte schließlich 2005 nach Ingolstadt, wo er seitdem zu einem der wichtigsten Spieler gereift ist.
- Jamie Langenbrunner
(2004–2005, Sturm)

Der zweimalige Stanley-Cup-Gewinner mit den Dallas Stars und den New Jersey Devils nahm mit der US-amerikanischen Nationalmannschaft an den Olympischen Winterspielen 1998 teil. Während des Lockouts kam Langenbrunner auf 22 Spiele für den ERC, in denen der er elf Scorerpunkte erzielen konnte.
- Andy McDonald
(2004–2005, Sturm)

McDonald war 2002 Mitglied der kanadischen Nationalmannschaft und gewann 2007 mit den Anaheim Ducks den Stanley Cup. Den NHL-Lockout 2004/05 verbrachte der Angreifer in Ingolstadt, wo er mit dem ERC den Deutschen Eishockey-Pokal gewann.
- Christoph Melischko
(2002–2008, Sturm)

Der mehrfache Nationalspieler bestritt zwischen 2002 und 2008 321 Spiele für den ERC Ingolstadt, in denen er 83 Scorerpunkte erzielen konnte.
- Marco Sturm
(2004–2005, Sturm)

Marco Sturm spielte während des NHL-Lockout in der Spielzeit 2004/05 beim ERC Ingolstadt und konnte mit den Bayern den Gewinn des DEB-Pokals feiern. Im Jahr 2014 beendete er seine Eishockeykarriere.
- Ken Sutton
(2003–2006, Verteidigung)

Sutton gewann mit den New Jersey Devils in der Saison 2000/2001 den Stanley Cup und wechselte anschließend über die New York Islanders nach Europa, wo er einen Vertrag beim ERC Ingolstadt unterschrieb. Dort absolvierte er 147 Spiele und beendete im Jahre 2006 seine aktive Eishockeykarriere.
- Aaron Ward
(2004–2005, Verteidigung)

Ward, der 1997 mit den Detroit Red Wings den Stanley Cup gewinnen konnte, verbrachte den NHL-Lockout in der Saison 2004/05 beim ERC Ingolstadt. Aktuell steht der US-Amerikaner bei den Boston Bruins unter Vertrag.
- Jimmy Waite
(2003–2009, Tor)

Der ehemalige NHL-Spieler, der dort unter anderem für die Chicago Blackhawks und die San Jose Sharks auf dem Eis stand, wechselte 2001 in die DEL zu den Moskitos Essen. Über die Iserlohn Roosters gelangte der Torhüter zur Saison 2003/04 zum ERC Ingolstadt, für den er bis 2009 zwischen den Pfosten stand.

### Teilnahmen von Spielern am All-Star-Game
Einige Spieler des ERC Ingolstadt wurden für das DEL All-Star-Game nominiert, ein Freundschaftsspiel, welches von 1998 bis 2009 jährlich stattfand und in dem die herausragendsten Spieler der Deutschen Eishockey Liga gegeneinander antraten.
| Teilnahmen am All-Star-Game während der Teamzugehörigkeit | Teilnahmen am All-Star-Game während der Teamzugehörigkeit | Teilnahmen am All-Star-Game während der Teamzugehörigkeit | Teilnahmen am All-Star-Game während der Teamzugehörigkeit | Teilnahmen am All-Star-Game während der Teamzugehörigkeit |
| --------------------------------------------------------- | --------------------------------------------------------- | --------------------------------------------------------- | --------------------------------------------------------- | --------------------------------------------------------- |
| Name                                                      | Position                                                  | Teilnahme(n)                                              | Team                                                      |                                                           |
| Michael Bakos                                             | Verteidiger                                               | 2008                                                      | Europa                                                    |                                                           |
| Vince Bellissimo                                          | Stürmer                                                   | 2008                                                      | Nordamerika                                               |                                                           |
| Jakub Ficenec                                             | Verteidiger                                               | 2004, 2005, 2006 2007, 2008, 2009                         | DEL All-Stars Europa                                      |                                                           |
| Thomas Greilinger                                         | Stürmer                                                   | 2009                                                      | Europa                                                    |                                                           |
| Jason Holland                                             | Verteidiger                                               | 2007                                                      | Nordamerika                                               |                                                           |
| Brad Leeb                                                 | Stürmer                                                   | 2008                                                      | Nordamerika                                               |                                                           |
| Cameron Mann                                              | Stürmer                                                   | 2004                                                      | DEL All-Stars                                             |                                                           |
| Nikolaus Mondt                                            | Stürmer                                                   | 2004, 2005                                                | Deutschland                                               |                                                           |
| Yannic Seidenberg                                         | Stürmer                                                   | 2006 2007, 2009                                           | Deutschland Europa                                        |                                                           |
| Marco Sturm                                               | Stürmer                                                   | 2005                                                      | Deutschland                                               |                                                           |
| Jeff Tory                                                 | Verteidiger                                               | 2007                                                      | Nordamerika                                               |                                                           |
| Jimmy Waite                                               | Torhüter                                                  | 2004 2007                                                 | DEL All-Stars Nordamerika                                 |                                                           |

## Trainer
- Eugen Schauppel (1975–1977)
- Klaus Auhuber (1977–1978)
- Josef Cvach (1978–1980)
- Jorma Siitarinen (1980–1981)
- Jaroslav Tuma (1981–1983)
- Richard Neubauer (1983–1984)
- Jiri Pokorny (1984–1985)
- Eugen Niesporek (1985–1988)
- Frank Carnevale (1988–1989)
- Andy Malysiak (1989–1992)
- Richard Neubauer (1992–1994)
- Rudi Heitmanek (1994)
- Ignaz Berndaner (1994–1998)
- Gerd Wittmann (1998)
- Peter Obresa (1998–1999)
- Jim Boni (1999–2003)
- Olle Öst (2003)
- Ron Kennedy (2003–2007)
- Mike Krushelnyski (2007–2008)
- Benoît Laporte (2008)
- Greg Thomson (2008)
- Bob Manno (2009)
- Greg Thomson (2009–2010)
- Rich Chernomaz (2010–2012)
- Rick Nasheim (2012–2013)
- Niklas Sundblad (2013–2014)
- Larry Huras (2014–2015)
- Emanuel Viveiros (2015)
- Kurt Kleinendorst (2015–2016)[23]
- Tommy Samuelsson (2016 – 11/2017)
- Larry Mitchell (11/2017 – 12/2017), kommissarisch
- Doug Shedden (12/2017 – 04/2022)
- Mark French (2022 - )

## Vereinskultur

### Fans
Aktuell bestehen 24 offizielle Fanclubs, worunter nicht die Ultragruppen Gioventú, Giovanetti und Szene 64 zählen.

### Maskottchen
Nachdem die erste Saison 2002/03 in der DEL beendet wurde, machten sich die Verantwortlichen auf die Suche nach einem Maskottchen. Die Fans konnten bis zum 30. April Vorschläge zur Benennung einreichen. Am 27. Juni 2003 wurde bekanntgegeben, dass Xaver der Schanzer Power-Panther mit 41,6 % der Stimmen von den Fans zum neuen Maskottchen gewählt wurde. Seitdem ist Xaver das offizielle Maskottchen des ERC Ingolstadt und repräsentiert den Verein bei vielen Veranstaltungen in der Öffentlichkeit.

## Stammverein

### Eishockey
| Saison  | Liga              | Platzierung | Endrunde           | Saison  | International  | Platzierung       |
| ------- | ----------------- | ----------- | ------------------ | ------- | -------------- | ----------------- |
| 2000/01 | Landesliga Bayern | 10. Platz   | 10. Platz          |         |                |                   |
| 2001/02 | Landesliga Bayern | 10. Platz   | 10. Platz          |         |                |                   |
| 2002/03 | Landesliga Bayern | 7. Platz    | 7. Platz           |         |                |                   |
| 2003/04 | Landesliga Bayern | 6. Platz    | 6. Platz           |         |                |                   |
| 2004/05 | Landesliga Bayern | 6. Platz    | 6. Platz           |         |                |                   |
| 2005/06 | Landesliga Bayern | 4. Platz    | 4. Platz           |         |                |                   |
| 2006/07 | Landesliga Bayern | 4. Platz    | 4. Platz           |         |                |                   |
| 2007/08 | Landesliga Bayern | 6. Platz    | 6. Platz           |         |                |                   |
| 2008/09 | Landesliga Bayern | 2. Platz    | 2. Platz           |         |                |                   |
| 2009/10 | Landesliga Bayern | 3. Platz    | 3. Platz           |         |                |                   |
| 2010/11 | Landesliga Bayern | 3. Platz    | 3. Platz           |         |                |                   |
| 2011/12 | Landesliga Bayern | 1. Platz ▲  | 1. Platz ▲         |         |                |                   |
| 2012/13 | Bundesliga        | 6. Platz    | 6. Platz           |         |                |                   |
| 2013/14 | Bundesliga        | 5. Platz    | 5. Platz           |         |                |                   |
| 2014/15 | Bundesliga        | 3. Platz    | 3. Platz           |         |                |                   |
| 2015/16 | Bundesliga        | 3. Platz    | 3. Platz           | 2015    | EWHL Super Cup | Gruppenphase (3.) |
| 2016/17 | Bundesliga        | 2. Platz    | 2. Platz           | 2016/17 | EWHL Super Cup | 2. Platz          |
| 2017/18 | Bundesliga        | 3. Platz    | 3. Platz           | 2017/18 | EWHL Super Cup | 4. Platz          |
| 2018/19 | Bundesliga        | 3. Platz    | Halbfinale         |         |                |                   |
| 2019/20 | Bundesliga        | 3. Platz    | Halbfinale         | 2019    | EWHL Super Cup | 8. Platz          |
| 2020/21 | Bundesliga        | 1. Platz    | Halbfinale         | 2020/21 | EWHL Super Cup | abgebrochen       |
| 2021/22 | Bundesliga        | 4. Platz    | Meister            | 2021/22 | EWHL Super Cup | Gruppenphase (3.) |
| 2022/23 | Bundesliga        | 2. Platz    | Halbfinale         |         |                |                   |
| 2023/24 | Bundesliga        | 1. Platz    | Finale             |         |                |                   |
| 2024/25 | DFEL              | 5. Platz    | nicht qualifiziert | 2024    | EWHL Euro Cup  | Gruppenphase (2.) |

Der Stammverein unterhält eine Frauenmannschaft, die seit der Saison 2012/13 in der Deutschen Frauen Eishockey Liga antritt. In der ersten Spielzeit erreichten sie den 6. Platz (von sieben). 2015 erreichte Ingolstadt das Pokalfinale, 2017 wurde man Vizemeister, 2018 gab es erneut einen zweiten Platz im Pokal. 2022 konnten die Frauen des ERC ihre erste Meisterschaft feiern, 2023 und 2024 holten sie den DEB-Pokal. Seit 2015 nahmen die Frauen mehrfach am EWHL Euro Cup teil, 2017 erreichten sie dort den 2. Platz.
Die Männermannschaft 1b nimmt am Spielbetrieb der Bayerischen Bezirksliga teil. 2004, 2009, 2013 und 2017 erreichten sie jeweils die Meisterschaft in der BBzl Nord. Die Meisterschaft 2009 war verbunden mit dem Aufstieg in die Landesliga Bayern, aus der man sich nach der Saison 2010/11 wieder zurückzog.
Im Nachwuchsbereich nehmen in allen Altersklassen Mannschaften am Spielbetrieb teil. Die Spielklasse der Schülermannschaft ist die Schüler-Bundesliga, während die Jugendmannschaft seit der Saison 2016/17 in der Deutschen Nachwuchsliga (DNL) spielt. In der Saison 2017/18 konnten sie in der DNL2 hinter dem Iserlohner EC den 2. Platz belegen.
- DNL2 Vizemeister 2018
- Deutscher U13-Vizemeister (Knaben) 2019

### Weitere Sportarten
Neben der Sportart Eishockey gibt es im Stammverein noch die Abteilungen Eiskunstlauf, Stockschützen und die Abteilung Skaterhockey, die mit Mannschaften am Ligenspielbetrieb des BRIV teilnimmt.

## Spielstätten
Von 1974 bis 2003 spielte die Mannschaft des ERC Ingolstadt im Eisstadion an der Jahnstraße. Das Freiluftstadion mit 3500 Zuschauerplätzen entsprach den DEL-Standards nicht mehr und somit war ein Umzug in eine neuere Eishalle unvermeidbar, um den Standort Ingolstadt im höherklassigen Eishockey zu erhalten.
Seit der Saison 2003/04 trägt der ERC Ingolstadt seine Heimspiele in der Saturn-Arena aus. Am 3. Oktober 2003 wurde die Multifunktionsarena eröffnet. Sie bietet bei Eishockeyspielen Platz für 4815 Zuschauer und ist neben dem Eishockeysport außerdem Austragungsort für zahlreiche Konzerte oder sonstige Veranstaltungen. Gleich in der ersten Saison in der neuen Arena war die Halle mit einem Zuschauerschnitt von 4294 oftmals sehr gut gefüllt. Im Jahre 2007 wurde eine zweite Eishalle eröffnet, die direkt an die Saturn Arena angrenzt. Der Bau einer dritten Eisfläche ist bereits geplant.

## Präsidenten
- 1964–1972 Werner Kopp
- 1972–1975 Ignaz Zinsmeister
- 1975–1978 Werner Kopp
- 1978–1983 Josef Himmer
- 1983–2004 Manfred Schuhmann
- 2004–2011 Wolfgang Ott
- 2011–2015 Christian Lösel
- 2015–2021 Eric Jensen
- seit 2021 Michael Riedl